# Хор Аха
Хор Аха (Гор-Аха, в превод от древноегипетски Хор Боец) е фараон от Първата династия на Древен Египет. В съвременната египтология той често се счита за обединител на Горен и Долен Египет, а също и за основател на град Мемфис. Вероятно е наследник на Нармер и е идентичен с Менес, за когото съобщават Манефон и древногръцки автори.

## Произход и управление
Алтернативна теория утвърждава, че Хор Аха е син на Менес, известен също и под името Нармер.
Нерешеният въпрос относно личността на Хор Аха поражда дискусии по повод хронолочиеската рамка на процеса по обединение на Египет. Традиционно се счита, че това е станало при Нармер или Менес (Хор Ахе). При всички случаи древноегипетското летоописание започва своето начало от времето, по което е управлявал Хор Аха. Възкачаването на Хор Аха на престола датира от 3118, 3100 или 3007 пр.н.е.